# 沙魯爾
39°32′45″N 44°58′20″E / 39.54583°N 44.97222°E

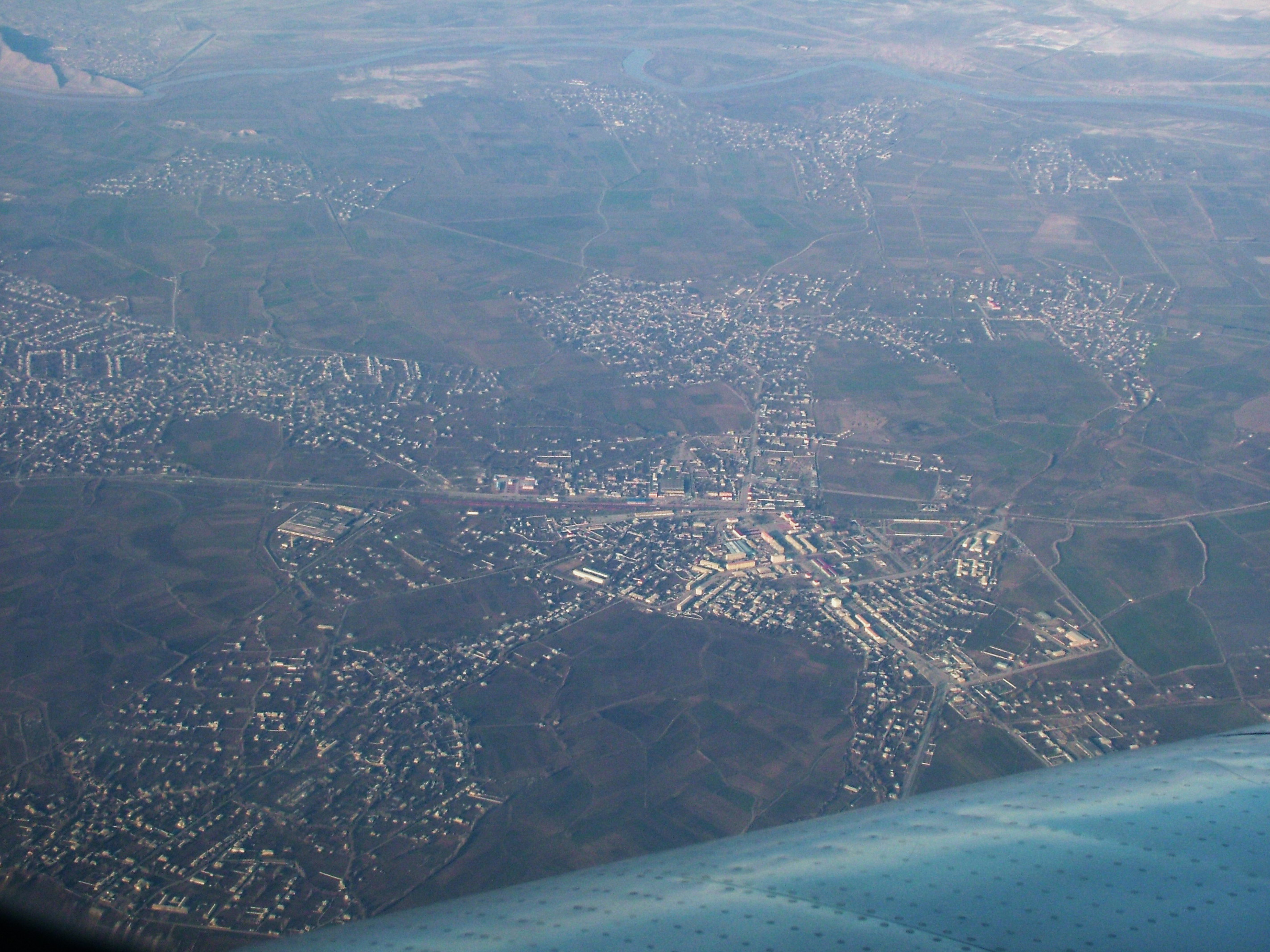
沙魯爾

沙魯爾是阿塞拜疆的城鎮，也是沙魯爾區的首府，位於該國西南部，鎮上有清真寺、博物館、棉花和罐頭工廠，友好城市有土耳其厄德爾，2008年人口6,964。